# Ромео и Джульетта (мюзикл)
«Ромео и Джульетта» — французский мюзикл, написанный по классической пьесе Уильяма Шекспира «Ромео и Джульетта». Музыка и слова были написаны Жераром Пресгюрвиком. Первый спектакль состоялся в Париже 19 января 2001 года. На премьере данного мюзикла роль Ромео исполнял Дамьен Сарг (Damien Sargue), а Джульетту сыграла Сесилия Кара (Cecilia Cara). Продюсерами выступили Жерар Лувэн, GLEM и Universal Music.
К сегодняшнему дню мюзикл был поставлен на французском, нидерландском, русском, английском, немецком, итальянском, венгерском, корейском, японском, испанском, иврите, казахском языке.

## Сюжет

### Акт 1
Из-за кровной мести влиятельных итальянских семейств Монтекки и Капулетти в Вероне царит хаос и беззаконие. Принц под страхом смерти приказывает жителям города прекратить вражду (Vérone). Во время того, как леди Капулетти и леди Монтекки осуждают вендетту между кланами (La Haine), сын Монтекки Ромео и дочь Капулетти Джульетта мечтают о любви (Un jour).
Парис, выходец из знатной семьи, приходит к семье Капулетти просить руки их дочери (La demande en mariage). Леди Капулетти убеждает Джульетту выйти замуж (Tu dois te marier). Тем временем Ромео с друзьями Меркуцио и Бенволио ведёт праздную жизнь в Вероне (Les rois du monde, La folie). Ромео терзает предчувствие чего-то недоброго (J’ai peur). В надежде развлечь его, Меркуцио и Бенволио убеждают его, закрыв лицо маской, пойти с ними на бал семьи Капулетти (Le bal). На балу он сталкивается с Джульеттой, они влюбляются друг в друга (L’amour heureux). Тибальт узнает Ромео и его друзей.
Джульетта узнает, что под маской скрывается Ромео (Le bal 2). Тибальт с грустью рассказывает о своем нелегком детстве, вследствие которого он стал ненавидеть всех Монтекки (C’est pas ma faute).
Джульетта мечтает о встрече с Ромео (Le poète). Ромео пробирается к ней в сад, где предлагает ей руку и сердце (Le balcon). Ромео просит священника Лоренцо поженить их. Тот соглашается, в надежде, что это может примирить враждующие кланы (Par amour).
Кормилица Джульетты приходит к Ромео и встречает его друзей, не понимающих, зачем Капулетти ищет его (Les beaux, les laids). Ромео сообщает ей, что свадьба состоится этим вечером. Кормилица, которая любит Джульетту как дочь, приносит ей радостную весть (Et voilà qu’elle aime). Ромео и Джульетта тайно женятся (Aimer).

### Акт 2
На следующий день Меркуцио и Бенволио обвиняют Ромео в предательстве из-за свадьбы с Джульеттой (On dit dans la rue). Тибальт, тайно влюбленный в свою двоюродную сестру Джульетту, ищет Ромео, чтобы убить его (C’est le jour). Он приходит к Монтекки, но не находит там Ромео. Вместо этого возникает конфликт с Меркуцио. Ромео хочет разнять их, но только мешает — из-под его руки Тибальт ранит Меркуцио (Le duel). Рана оказывается смертельной, Меркуцио умирает на руках Ромео. Ромео убивает Тибальта (Mort de Mercutio).
На место дуэли приходят семьи Монтекки и Капулетти, требуя у Принца возмездия (La vengeance). Принц изгоняет Ромео из Вероны и думает о том, что он значит для Вероны (Le pouvoir). Джульетта узнает о смерти брата. Лоренцо убеждает Ромео, что изгнание спасает его от смерти (Duo du désespoir).
Вечером Ромео проникает к Джульетте в спальню через сад и они проводят первую совместную ночь, после чего Ромео бежит в Мантую (Le chant de l’alouette). Родители Джульетты принимают бесповоротное решение — на следующий день должна состояться свадьба Париса и Джульетты. Она безуспешно пытается отговорить родителей (Demain). Расстроенный, лорд Капулетти рассказывает о своей любви к дочери (Avoir une fille). Джульетта не понимает, почему должна подчиняться (Pourquoi).
В изгнании Ромео думает о Джульетте. В отчаянии, Джульетта бросается к Лоренцо, который придумывает план, который по его мнению, закончится благополучно для любовников и их семей.
Джульетта притворяется, что согласна с планом женитьбы, однако в ночь перед свадьбой она выпивает отвар, приготовленный Лоренцо. Этот отвар был приготовлен таким образом, что будучи выпит, вызывает кому, похожую на смерть (Le poison). Джульетта надеется, что когда проснется в фамильном склепе,
Ромео придет и заберет её оттуда. Но письмо Лоренцо к Ромео, в котором он рассказывает ему о плане, теряется. Вместо этого, Ромео узнает от Бенволио, что Джульетта мертва (Comment lui dire).
Ромео приходит в фамильный склеп Капулетти и видит бездыханную Джульетту. Чтобы воссоединиться с ней в смерти, Ромео пьет яд (Mort de Roméo). Вскоре после этого Джульетта просыпается и видит своего мертвого мужа. Без него она не хочет жить и пронзает себя его кинжалом (La mort de Juliette). Чуть позже, Лоренцо приходит в склеп и находит влюбленных мертвыми. Он жалуется на произвол Бога (J’sais plus). После исхода трагедии две семьи решают забыть о прежних разногласиях и начать жить в мире (Coupables).

## Различия постановок
- В оригинальной версии персонажей четырнадцать: Ромео, Джульетта, Меркуцио, Бенволио, Тибальт, Леди Монтекки, Леди Капулетти, Кормилица, Граф Капулетти, Священник, Принц, Парис, Поэт и Смерть.
- В английской версии отсутствуют Смерть и Поэт, но появляется Граф Монтекки.
- В канадской версии отсутствует Поэт.
- В венгерской версии отсутствуют Смерть и Поэт; Парису уделяется более значимая роль.
- В русской версии отсутствует Поэт; Смерть играет мужчина.
- В австрийской версии отсутствуют Смерть и Поэт.
- В азиатской версии отсутствует Поэт; Парис присутствует в постановке, но не поет.
- В гастрольной русской версии отсутствуют Смерть, леди Капулетти.
- В мексиканской версии Смерть играет мужчина.
- В итальянской версии отсутствуют Смерть и Поэт, так же как и в английской, есть граф Монтекки, а также появляется новый персонаж — кот (альтер эго Тибальта)

### Костюмы
- Французская версия : Костюмы выполнены в духе XIV века, с небольшим уклоном в сторону века XX, и сделаны, в основном, из кожи. Костюмы Монтекки — в голубых тонах, Капулетти — в красных, костюмы жителей Вероны — коричневые (у отца Лоренцо), серо-черные (у Принца Веронского) и золотистые(у Париса).
- Квебекская версия : Костюмы, за исключением наряда Джульетты, повторяют те, что были в оригинальной постановке.
- Бельгийская и нидерландская версии : Большинство костюмов повторяют те, что были в оригинальной постановке. Исключение составляют костюмы леди Монтекки, отца Лоренцо, Кормилицы, Меркуцио, а также свадебное и бальное платья Джульетты.
- Английская версия : Костюмы этой постановки кардинально отличаются от предыдущих. Они представляют собой смесь разных эпох: Возрождения, викторианской, Елизаветы и XX века. Костюмы Капулетти — сине-белые, Монтекки — бордово-черные.
- Венгерская версия : Костюмы этой постановки также отличаются от предыдущих. Одни из них выполнены в духе фильма «Мулен Руж», другие имеют средневековый вид, а некоторые футуристичны (особенно костюм Бенволио).
- Русская версия : Многие костюмы являются смесью тех, что были в оригинальной и бельгийской постановках; другие являются оригинальными (например, Смерти).
- Австрийская версия : Создательница костюмов Доминик Борг двинулась в футуристическом направлении, разрабатывая костюмы для этой постановки. Они более облегченные, но все же сохраняют средневековые ноты (костюмы Кормилицы, Тибальта). Используются также элементы моды XVIII века (костюмы танцоров в сцене бала) и первой половины XIX века (костюмы Ромео, Принца Веронского, Графа Капулетти, Париса). Монтекки — в синем, Капулетти — в красном, нейтральные персонажи (Принц Веронский, Парис, отец Лоренцо) — в сером.
- Азиатская версия : Костюмы выполнены в духе фильма «Мулен Руж». Мужчины Монтекки носят тренчи; остальные костюмы приближены к венгерской версии.

### Смерть Ромео и Джульетты
- Французская версия : Во французской постановке, после того, как Ромео исполняет Mort de Roméo, Смерть убивает его своим поцелуем. Когда Джульетта просыпается и находит его мертвым, она поет La mort de Juliette и затем убивает себя его кинжалом, который ей подает Смерть.
- Квебекская версия : После того, как Ромео исполняет Mort de Roméo, он выпивает яд и умирает рядом с Джульеттой. Когда Джульетта просыпается и находит его мертвым, она поет La mort de Juliette, держа его голову у себя на коленях и затем убивает себя его кинжалом.
- Английская версия : Ромео и Джульетта оба убивают себя кинжалом Ромео.
- Венгерская версия : Ромео подвешивает Джульетту на ремнях и сам вешается, таким образом его жена остается рядом с ним. Когда она просыпается и видит Ромео мертвым — вскрывает себе вены его кинжалом.
- Русская версия : Так как роль Смерти исполняет мужчина, он не целует Ромео, а вытягивает из него жизненную силу. Джульетта убивает себя кинжалом Ромео.
- Австрийская, итальянская и азиатская версии : Ромео выпивает яд. В этот момент просыпается Джульетта и, видя, как он умирает, убивает себя его кинжалом.

## Roméo et Juliette, de la haine à l’amour — оригинальная французская версия (19 января — 30 декабря 2001)

### Создатели
- Музыка и тексты: Жерар Пресгюрвик
- Аранжировки: Жерар Пресгюрвик, Каролен Пети (Carolin Petit)
- Сценография: Реда (Redha), ассистент — Изабель Мийяр (Isabelle Millard)
- Хореография: Реда (Redha), ассистенты — Сириль де ла Бар (Cyrille de la Barre) и Милен Риу (Mylène Riou)
- Костюмы: Доминик Борг (Dominique Borg[фр.])
- Прически: Лоран Фалькон (Laurent Falcon)
- Грим: Бернар Понтье (Bernard Pontier)
- Декорации: Петрика Ионеско (Petrika Ionesco[фр.])
- Свет: Антонио де Карвальо (Antonio de Carvalho)
- Звук: Тьерри Рожан (Thierry Rogen), Филипп Пармантье (Philippe Parmentier)

### Актёры
- Ромео (Roméo): Дамьен Сарг (Damien Sargue), Винсент Николе (Vincent Nicolet)
- Джульетта (Juliette): Сесилия Кара (Cecilia Cara)
- Бенволио (Benvolio): Грегори Баке (Grégori Baquet)
- Меркуцио (Mercutio): Филипп д’Авилла (Philippe d’Avilla)
- Тибальт (Tybalt): Том Росс (Tom Ross)
- Леди Монтекки (Lady Montaigu): Элеонор Больё (Eléonore Beaulieu)
- Леди Капулетти (Lady Capulet): Изабель Феррон (Isabelle Ferron), Каролина Бландин (Karoline Blandin)
- Кормилица (La Nourrice): Режан Перри (Rejane Perry)
- Граф Капулетти (Comte Capulet): Себастьян эль Чато (Sebastian Chato)
- Брат Лоренцо (Frère Laurent): Жан-Клод Хадида (Jean-Claude Hadida)
- Принц Веронский (Le Prince de Vérone): Фредерик Шартер (Frédéric Charter)
- Парис (Pâris): Эсай Алтунян (Essaï Altounian)
- Поэт (Poète): Серж Ле Борн (Serge Le Borgne)[2]

### График спектаклей
- Мировая премьера: 19 января 2001 (Дворец Конгрессов в Париже)
- Первая постановка: с 19/01 до 12/05/01, с 2 до 21/07/01, с 19/10 до 30/12/01: Дворец Конгрессов в Париже
- Гастроли :
  - 2001: с 19/05 до 27/06/01: Лилль, Амневиль, Брюссель, Женева; с 21/09 до 14/10/01: Лилль, Брюссель, Страсбург
  - 2002: с 30/01 до 23/06/02 :Орлеан, Ле Ман, Кан, Руан, Амневиль, Гренобль, Лион, Монпелье, Марсель, Ницца, Бордо, По, Женева; с 8/11 до 21/12/02: Страсбург, Ницца, Лион, Тулон, Лилль, Брюссель)

### Партии
Акт первый
| №  | Оригинальное название (фр.) | Подстрочный перевод названия | Название в официальной русской версии | Исполняет                      |
| 1  | Ouverture                   | Увертюра                     | Пролог                                |                                |
| 2  | Vérone                      | Верона                       | Верона                                | Принц Веронский                |
| 3  | La haine                    | Ненависть                    | Вражда                                | Леди Монтекки, Леди Капулетти  |
| 4  | Un jour                     | Однажды                      | Предчувствие любви                    | Ромео, Джульетта               |
| 5  | La demande en mariage       | Предложение руки и сердца    | Сватовство                            | Граф Капулетти, Парис          |
| 6  | Tu dois te marier           | Ты должна выйти замуж        | Мужья — наша цель                     | Леди Капулетти, Кормилица      |
| 7  | Les rois du monde           | Короли мира                  | Короли ночной Вероны                  | Ромео, Бенволио, Меркуцио      |
| 8  | J’ai peur                   | Мне страшно                  | Судьба                                | Ромео                          |
| 9  | Le bal                      | Бал                          | Бал                                   |                                |
| 10 | L’amour heureux             | Счастливая любовь            | Встреча на балу                       | Ромео, Джульетта               |
| 11 | Le bal 2                    | Бал, часть 2                 | Бал, часть 2                          |                                |
| 12 | C’est pas ma faute          | Это не моя вина              | Маска мести                           | Тибальт                        |
| 13 |                             | Поэт                         |                                       | Джульетта, Поэт                |
| 14 | Le balcon                   | Балкон                       | Дуэт на балконе                       | Ромео, Джульетта               |
| 15 | Par amour                   | Из-за любви                  | Просьба о венчании                    | Ромео, Джульетта, Брат Лоренцо |
| 16 | Les beaux, les laids        | И красавцы, и уроды          | Красавцы и уроды                      | Бенволио, Кормилица            |
| 17 | Et voilà qu’elle aime       | И вот она полюбила           | Два крыла любви                       | Кормилица                      |
| 18 | Aimer                       | Любить                       | Благословение                         | Ромео, Джульетта               |

Акт второй
| №  | Оригинальное название (фр.) | Подстрочный перевод названия | Название в официальной русской версии | Исполняет                                                                           |
| 1  | On dit dans la rue          | На улицах болтают            | Ты нас предал                         | Ромео, Бенволио, Меркуцио                                                           |
| 2  | C’est le jour               | Настал день                  | Пробил час                            | Тибальт                                                                             |
| 3  | Le duel                     | Дуэль                        | Дуэль                                 | Ромео, Меркуцио, Тибальт                                                            |
| 4  | Mort de Mercutio            | Смерть Меркуцио              | Смерть Меркуцио                       | Меркуцио                                                                            |
| 5  | La vengeance                | Месть                        | Кто виноват?                          | Ромео, Леди Монтекки, Леди Капулетти, Граф Капулетти, Принц Веронский               |
| 7  | Le pouvoir                  | Власть                       | Власть                                | Принц Веронский                                                                     |
| 6  | Duo du désespoir            | Дуэт отчаянья                | Бог, почему?                          | Кормилица, Брат Лоренцо                                                             |
| 8  | Le chant de l’alouette      | Песня жаворонка              | Утро                                  | Ромео, Джульетта                                                                    |
| 9  | Demain                      | Завтра                       | Пройдет лишь ночь одна                | Джульетта, Кормилица, Граф Капулетти                                                |
| 10 | Avoir une fille             | Иметь дочь                   | Отец и дочь                           | Граф Капулетти                                                                      |
| 11 | Sans elle                   | Без неё                      | В разлуке                             | Ромео, Джульетта                                                                    |
| 12 | Le poison                   | Яд                           | Яд                                    | Джульетта                                                                           |
| 13 | Comment lui dire            | Как сказать ему?             | Как мне сказать?                      | Бенволио                                                                            |
| 14 | Mort de Roméo               | Смерть Ромео                 | Смерть Ромео                          | Ромео                                                                               |
| 15 | La mort de Juliette         | Смерть Джульетты             | Смерть Джульетты                      | Джульетта                                                                           |
| 16 | J’sais plus                 | Я уже не знаю                | Господь, прости                       | Брат Лоренцо                                                                        |
| 17 | Coupables                   | Виновные                     | Финал                                 | Бенволио, Леди Монтекки, Леди Капулетти, Кормилица, Граф Капулетти, Принц Веронский |

Примечания
- La Folie и Pourquoi исполнялись только до 27 июня 2001
- Sans elle в студийной записи исполняется только Ромео, а в спектакле — в дуэте с Джульеттой

## Roméo et Juliette, de la Haine à l’Amour— квебекская версия (18 июня 2002 — 21 сентября 2002)
- Музыка, тексты: Жерар Пресгюрвик (Gérard Presgurvic)
- Аранжировки: Жерар Пресгюрвик (Gérard Presgurvic), Каролен Пети (Carolin Petit)
- Сценография: Жан Гран-Мэтр (Jean Grand-Maître)
- Хореография: Жан Гран-Мэтр (Jean Grand-Maître)
- Консультант: Реда (Redha)
- Ассистент хореографа: Жан-Жак Пийе (Jean-Jacques Pillet)
- Ассистент режиссёра: Жюли Бозежур (Julie Beauséjour)
- Хореография батальных сцен: Жан-Франсуа Ганьон (Jean-François Gagnon)
- Костюмы: Доминик Борг (Dominique Borg)
- Прически: Жеральд Эмбер (Gérald Imbert)
- Грим: Сильви Роллан (Sylvie Rolland)
- Декорации: Оливье Ландревиль (Olivier Landreville)
- Аксессуары: Патрисия Рюель (Patricia Ruel)
- Свет: Ив Анкуан (Yves Ancoin)
- Звук: Ив Савуа (Yves Savoie)

### Актёры
- Ромео (Roméo) : Юго (Hugo); дублер — Давид Леблан (David LeBlanc)
- Джульетта (Juliette) : Ариан Готье (Ariane Gauthier); дублер — Мириам Бруссо (Myriam Brousseau)
- Меркуцио (Mercutio) : Жоэль Лемэй (Joël Lemay); дублер — Мартэн Мерман (Martin Moerman)
- Бенволио (Benvolio) : Мат Лоран (Matt Laurent), дублер — Томми Демер (Tommy Demers)
- Тибальт (Tybalt) : Дани Вашон (Dany Vachon); дублер — Мартен Мерман (Martin Moerman)
- Леди Монтекки (Lady Montaigu) : Жозе Дорлеан (Josée d’Orléans); дублер — Кате Жюльен (Katee Julien)
- Леди Капулетти (Lady Capulet) : Корин Зарзур (Corinne Zarzour); дублер — Кате Жюльен (Katee Julien)
- Кормилица (La Nourrice) : Мари Дениз Пельтье (Marie Denise Pelletier); дублер — Кате Жюльен (Katee Julien)
- Граф Капулетти (Comte Capulet) : Франсуа Годен (François Godin); дублер — Поль Биссон (Paul Bisson)
- Брат Лоренцо (Frère Laurent) : Ришар Груль (Richard Groulx); дублер — Поль Биссон (Paul Bisson)
- Принц Веронский (Le Prince de Vérone) : Мануэль Тадро (Manuel Tadros);  дублер — Поль Биссон (Paul Bisson)
- Парис (Pâris) : Давид Леблан (David LeBlanc); дублер Томми Деме(Tommy Demers)

Балет : Karim Anqouch, Lydia Bouchard, Michael Bridge-Dickson, David Bushman, Kahlil Calder, Liza Kovacs, Mijanou Lalonde, Benoît Leduc, Nicholas Peel, Luciane Pinto, Anne Plamondon, Peter Trosztmer, Elise Vanderborght, Nadine Vernon

### График спектаклей
- 18-30/06/02 Театр Сен-Дени, Монреаль
- 05-21/07/02 Гран-Театр, Квебек
- 25/07-04/08/02 Театр Сен-Дени, Монреаль
- 08-15/08/02 Национальный центр искусств, Оттава
- 21/08-07/09/02 Театр Сен-Дени, Монреаль
- 17-21/09/02 Муниципальный театр де ла Бэ, Сагеней

### В ролях
| Джульетта    | Граф Капулетти      | Бенволио      | Ромео            | Брат Лоренцо   | Леди Монтекки      | Меркуцио    |
| ------------ | ------------------- | ------------- | ---------------- | -------------- | ------------------ | ----------- |
| Хиба Таваджи | Анджело дель Веккьо | Ришар Шаре    | Мартен Жиру      | Даниэль Лавуа  | Алессандра Феррари | Джей        |
| Лили Дахаб   | Жио дель Тонно      | Энрике Секеро | Лисадро Гуаринос | Даниэль Англес | Эльвира Прадо      | Пако Аррохо |

## Romeo en Julia, van Haat tot Liefde— бельгийская версия (22 сентября 2002 — 16 марта 2003)

### Создатели
- Музыка, тексты: Жерар Пресгюрвик (Gérard Presgurvic)
- Адаптация текстов: Йохан Верминнен (Johan Verminnen)
- Аранжировки: Ремко Девруде (Remko Devroede)
- Сценография и хореография: Реда (Redha)
- Ассистент хореографа: Кристин Хасси (Christine Hassid)
- Ассистент режиссёра: Пьер Буасьери (Pierre Boisserie)
- Костюмы: Доминик Борг (Dominique Borg)
- Прически и грим: Эдди Демейер (Eddy Demeyer)
- Декорации: Реда (Redha)
- Свет: Йурхен де Нул (Jurgen de Nul)
- Звук: Филипп Пармантье (Philippe Parmentier)

### Актёры
- Ромео (Romeo) : Дави Хиллес (Davy Gilles); дублер — Роб Пельцер (Rob Pelzer)
- Джульетта (Julia) : Верле Кастелейн (Veerle Casteleyn); дублер — Йеннифер ван Бренк (Jennifer Van Brenk)
- Меркуцио (Mercutio) : Дитер Верхаген (Dieter Verhaegen); дублер — Рул Лаувенс (Roel Lauwens)
- Бенволио (Benvolio) : Марк Тейшманс (Mark Tijsmans), дублер — Пол Валтхаус (Paul Walthaus)
- Тибальт (Tybalt) : Крис ван Тонхелен (Chris van Tongelen); дублер — Рул Лаувенс (Roel Lauwens)
- Леди Монтекки (Vrouwe Montecchi) : Дайси Тис (Daisy Thys); дублер — Хуле де Радт (Goele De Raedt)
- Леди Капулетти (Vrouwe Capuletti) : Ирис Ванденкеркхове (Iris Vandenkerckhove); дублер — Мике Лаурейс (Mieke Laureys)
- Кормилица (De voedster) : Йанин Хертс (Jeannine Geerts); дублер — Катрейн ван Хеновен (Katrijn Van Geenhoven)
- Граф Капулетти (Graaf Capuletti) : Паул Вас (Paul Vaes); дублер — Рикард Спейкерс (Richard Spijkers)
- Брат Лоренцо (Broeder Lorenzo) : Эрик Бараньянка (Eric Baranyanka);  дублер — Рори Сикс (Rory Six)
- Принц Веронский (De prins) : Йерун Мес (Jeroen Maes); дублер — Рикард Спейкерс (Richard Spijkers)
- Парис (Pâris) : Филип Дезе (Filip D’Haeze); дублер — Рори Сикс (Rory Six)
- Смерть (De dood) : Беатрис Варран (Beatrice Warrand); дублер — Кристин Хасси (Christine Hassid)

Балет : Kim Arts, Florian Boutonnier, Mélodie Caillieret, Kylian Campbell, Christian Celini, Anne Chantraine, Stéphane Corcel, Saskia Duerinck, Laurent Flament, Damien Gajda, Maïté Gheur, Gregory Gonel, Flavie Hennion, Cyril Journet, Rémy Lailavoix, David Maes, Thao Nguyen, Sophy Ribrault, Noi Pakon Schuiffel, Yvana Verbecq

### График спектаклей
22/09/02-05/01/03 Антверпен (спектакли, изначально планировавшиеся в городе Гент с 05/12/02 до 05/01/03 были перенесены в Антверпен из-за слишком маленького размера сцены; отменен запланированный перерыв с 25/11 по 04/12/02) — продлен до 19/01/03; затем с 26/02 до 16/03/03

### Партии
| Акт 1                     | Оригинал              | Акт 2                     | Оригинал               |
| ------------------------- | --------------------- | ------------------------- | ---------------------- |
| Ouverture (instrumentaal) | Ouverture             | Roddels in de straat      | On dit dans la rue     |
| Verona                    | Vérone                | 't Is de dag              | C’est le jour          |
| De haat                   | La haine              | Het duel                  | Le duel                |
| Ooit komt                 | Un jour               | De dood van Mercutio      | Mort de Mercutio       |
| Het huwelijksaanzoek      | La demande en mariage | De wraak                  | La vengeance           |
| Straks ben je getrouwd    | Tu dois te marier     | Het duo van de wanhoop    | Duo du désespoir       |
| De koningen               | Les rois du monde     | Het lied van de leeuwerik | Le chant de l’alouette |
| 'k Ben bang               | J’ai peur             | Je hand                   | Demain                 |
| Het bal                   | Le bal                | Verona (reprise) (PV)     | --                     |
| De gelukkige liefde       | L’amour heureux       | Dochter van mij           | Avoir une fille        |
| Het bal 2                 | Le bal 2              | Voor haar                 | Sans elle              |
| Het is mijn schuld niet   | C’est pas ma faute    | Het vergif                | Le poison              |
| Het balkon                | Le balcon             | Hoe zeg je dan            | Comment lui dire       |
| Mooi zijn of lelijk zijn  | Les beaux, les laids  | De dood van Romeo         | Mort de Roméo          |
| Ze houdt zo van hem       | Et voilà qu’elle aime | De dood van Julia         | La mort de Juliette    |
| Liefde                    | Aimer                 | Zo moe                    | J’sais plus            |
| --                        | --                    | Schuldig                  | Coupables              |

## Romeo and Juliet, the musical— английская версия (18 октября 2002 — 8 февраля 2003)

### Создатели
- Музыка и тексты : Жерар Пресгюрвик (Gérard Presgurvic)
- Адаптация текстов — Дон Блэк
- Аранжировки : Джон Кэмерон (John Cameron)
- Сценография и хореография : Дэвид Фримен (David Freeman)
- Консультант : Реда (Redha)
- Ассистент хореографа : Кристин Хассид (Christine Hassid)
- Хореография батальных сцен: Малкольм Рэнсон (Malcolm Ranson)
- Либретто : Дон Блэк (Don Black), Дэвид Фримен (David Freeman)
- Костюмы и декорации : Дэвид Роджер (David Roger)
- Свет : Дархэм Мэренхай (Durham Marenghi)
- Звук : Визз (Whizz)

### Актёры
- Ромео (Romeo) : Эндрю Бивис(Andrew Bevis); дублеры — Гэри Тьюшоу (Gary Tushaw), Саймон Бэйли (Simon Bailey)
- Джульетта (Juliet) : Лорнэй Вонт (Lorna Want) и Зара Доусон (Zara Dawson); дублеры — Эми Крейтон (Amy Creighton), Карлай Тенкредай (Carly Tancredi)
- Меркуцио (Mercutio) : Рэчид Сэбитрай(Rachid Sabitri); дублеры — Саймон Бэйли (Simon Bailey), Тим Уолтон (Tim Walton)
- Бенволио (Benvolio) : Мэт Дэмпси (Matt Dempsey), дублеры — Тим Уолтон (Tim Walton), Гэри Тьюшоу (Gary Tushaw)
- Тибальт (Tybalt) : Алексис Джеймс (Alexis James); дублеры — Мэтью Уолфенден (Matthew Wolfenden), Мэгнас Энквист (Magnus Engqvist)
- Леди Монтекки (Lady Montague) : Льюси Дывидсон (Lousie Davidson); дублеры — Сьюзи Фенвик (Susie Fenwick), Тэмсин Стюарт (Tamsin Stewart)
- Леди Капулетти (Lady Capulet) : Мишель Хупер (Michele Hooper); дублеры — Луиз Дэвидсон (Louise Davidson), Мелани Тэйт (Melanie Tate)
- Кормилица (The Nurse) : Джейн Макдоналд (Jane Mcdonald); дублеры — Мелани Тэйт (Melanie Tate), Сьюзи Фенвик (Susie Fenwick)
- Граф Капулетти (Lord Capulet) : Дэвид Бардсли (David Bardsley); дублеры — Джеймс Грэйм (James Graeme), Крис Мидлбрук (Chris Middlebrook)
- Граф Монтекки (Lord Montague) : Джеймс Грэйм (James Graeme); дублеры — Крис Мидлбрук (Chris Middlebrook), Лез Дуайт (Lez Dwight)
- Брат Лоренцо (Friar Lawrence) : Севан Стефэн (Sévan Stephan); дублеры — Хэдриэн Дилэйси (Hadrian Delacey), Крис Мидлбрук (Chris Middlebrook)
- Принц Веронский (The Prince) : Майкл Кормик (Michael Cormick); Лез Дуайт (Lez Dwight), Хэдриэн Дилэйси (Hadrian Delacey)
- Парис (Paris) : Тим Уолтон (Tim Walton); дублеры — Мэгнас Энквист (Magnus Engqvist), Мэтью Уолфенден (Matthew Wolfenden)

Балет : Simon Bailey, Chloë Bell, Jo Cavanagh, David Christopher, Amy Creighton, Stuart Dawes, Zara Dawson, Hadrian Delacey, Lez Dwight, Magnus Engqvist-James, Susie Fenwick, Nic Ineson, Martin Matthias, Chris Midlebrook, Ebony Molina, Tamsin Stewart, Carly Tancredi, Melanie Tate, Gary Tushaw, Tamara Wall, Matthew Wolfenden

### График спектаклей
- Премьера : 4 ноября 2002 (Лондон, Театр Пиккадилли)
- Спектакли: 18/10/02-08/02/03 (Лондон, Театр Пиккадилли). Три предпремьерных показа 15, 16 и 17/10 были отменены по техническим причинам

### Партии
| Акт 1                             | Оригинал              | Акт 2                                                | Оригинал               |
| --------------------------------- | --------------------- | ---------------------------------------------------- | ---------------------- |
| Ouverture (instrumental)          | Ouverture             | Word in on the street                                | On dit dans la rue     |
| Verona                            | Vérone                | It’s today                                           | C’est le jour          |
| Born to hate                      | La haine              | Live                                                 | Le duel                |
| All days are the same without you | Un jour               | Dying in the dust                                    | Mort de Mercutio       |
| The mariage proposal              | La demande en mariage | Revenge                                              | La vengeance           |
| You must marry                    | Tu dois te marier     | Verona (reprise) (PV)                                | --                     |
| Kings of the world                | Les rois du monde     | Fools                                                | Duo du désespoir       |
| The ball 1                        | Le bal                | No place too far                                     | Le chant de l’alouette |
| Born to love                      | L’amour heureux       | He’s yours                                           | Demain                 |
| The ball 2                        | Le bal 2              | She came from me                                     | Avoir une fille        |
| She can’t see me                  | C’est pas ma faute    | All days are the same without you (reprise) (R et J) | --                     |
| Two different worlds              | Le balcon             | Ugly and beautiful (reprise) (LN)                    | --                     |
| All for love                      | Par amour             | I can’t do this                                      | Comment lui dire       |
| Ugly and beautiful                | Les beaux, les laids  | God knows why                                        | Mort de Roméo          |
| And now she is in love            | Et voilà qu’elle aime | Where rivers keep flowing                            | La mort de Juliette    |
| These are my rivers               | Aimer                 | Empty sky                                            | J’sais plus            |
| --                                | --                    | Guilty                                               | Coupables              |

Примечания
- She can’t see me — новая партия, исполняемая под мелодию The ball 2
- Guilty исполняется под мелодию Fools

## Róméó és Júlia— венгерская версия (23 января 2004 — настоящее время)

### Создатели
В венгерском языке буква а, написанная без диакритических знаков, обозначает звук, средний между [а] и [о] (напр. Galambos Attila на русский можно перевести, как Галамбош Аттила и Голомбош Оттило); поэтому при транскрибировании имен на русский язык использовался либо вариант, близкий к традиционному, принятому к переводу, либо тот, звучание которого более гармонично в русском языке.
- Тексты, музыка: Жерар Пресгюрвик (Gérard Presgruvic)
- Адаптация текстов: Галамбош Аттила (Galambos Attila)
- Аранжировки: Маклари Ласло (Makláry László)
- Сценография : Кэреньи Миклош Габор (Kerényi Miklós Gábor)
- Хореография: Дуда Эва (Duda Éva)
- Консультант: Реда (Redha)
- Ассистент хореографа: Рогач Ласло (Rogács László)
- Ассистент режиссёра: Сомодьи Силард (Somogyi Szilárd)
- Костюмы: Велик Рита (Velich Rita)
- Прически: Аудьеч Агнеш (Augyecz Ágnes), Бохм Каталин (Böhm Katalin)
- Декорации: Гоц Бела (Götz Béla)
- Свет : Шомфай Петер (Somfai Péter)

### Актёры
- Ромео (Rómeó): Аттила Долхай (Dolhai Attila) (01/2004-2013), Шандор Рожа Дьёрдь (György Rózsa Sándor) (01/2004-06/2005, 09/2006-06/2007), Адам Балинт (Bálint Ádám) (09/2004-06/2009), Томаш Сароз (Száraz Tamás) (09/2006-06/2010), Ласло Сереньи (Szerényi László) (09/2008-2011), Денеш Кочиш (Kocsis Dénes) (2011-), Томаш Вереб (Veréb Tamás) (10/2013-)
- Джульетта (Júlia): Дора Синетар (Szinetár Dóra) (01/2004-06/2006), Андреа Махо (Mahó Andrea) (01/2004-06/2006), Бернадетт Ваго (Vágó Bernadett) (09/2006-), Жужи Ваго (Vágó Zsuzsi) (09/2006-), Китти Йенеш (Jenes Kitti) (10/2013-)
- Меркуцио (Mercutio): Золтан Берецки (Bereczki Zoltán) (01/2004-06/2012), Давид Собу (Szábo Dávid) (09/2004-01/2016), Бенце Бращ (Brasch Bence)  (2011—2014), Шандор Баркоцзы (Barkóczi Sándor)  (2015-), Адам Балинт (Bálint Ádám) (05/2016-)
- Бенволио (Benvolio): Арпад Жолт Месарош (Mészáros Árpád Zsolt) (01/2004-), Миклош Мате Кереньи (Kerényi Miklós Máté) (09/2004-), Жолт Сентирмой (Szentirmai Zsolt) (01/2004-06/2005), Андраш Мате Гёмёри (Gömöri András Máté) (10/2013-)
- Тибальт (Tybalt): Сильвестер Собу П. (Szabó P.Szilveszter) (01/2004-), Чаба Йегерчик (Jegercsik Csaba) (01/2004-06/2004), Лайош Варга (Varga Lajos) (09/2004-06/2005), Отто Могуч (Magócs Ottó) (09/2006-), Петер Шандор (Sándor Péter) (2011—2014), Петер Караньи (Karányi Péter) (10/2013-2015),Даниэл Хорват (Horváth Dániel) (2015-)
- Леди Монтекки (Montague-né): Оттилия Ченгери (Csengery Ottília) (01/2004-), Аннамария Баранья (Baranyai Annamária) (09/2004-), Жока Капоч (Kapócs Zsóka) (2013-)
- Леди Капулетти (Capulet-né): Кото Йонзо (Janza Kata) (01/2004-), Лилла Пойак (Polyák Lilla) (09/2004-06-2007), Агнеш Хитер (Heiter Ágnes) (09/2004-06/2005, 09/2006-06/2007), Агота Шименфалвь (Siménfalvy Ágota) (09/2006-), Силвия Молнар (Molnár Szilvia) (09/2006-06/2007), Николетт Фюреди (Füredi Nikolett) (09/2006-), Анна Пеллер (Peller Anna)  (2012—2014) , Зита Прешчак (Prescsák Zita) (10/2013-)
- Кормилица (Dada): Эрика Нарай (Náray Erika) (01-2004-), Каталин Бенедфи (Benedkffy Katalin) (09/2004-06-2006), Вероника Надаши (Nádasi Veronika) (09/2006-)
- Граф Капулетти (Capulet): Лайош Чухо (Csuha Lajos) (01/2004-)
- Отец Лоренцо (Lõrinc barát): Томаш Фёльдеш (Földes Tamás) (01/2004-), Аттила Палфалв (Pálfalvy Attila) (09/2004-), Дьёрдь Сомор(Szomor György) (2013-)
- Принц Веронский (Escalus, Verona hercege): Аттила Немет (Németh Attila) (01/2004-), Шебаштиан Имре (Imre Sebastian) (01/2004-), Шандор Дьёрдь-Рожо (György-Rózsa Sándor)(09/2009-) Норман Сентмартони (Szentmártoni Norman) (10/2013-), Балаж Англер (Angler Balazs)
- Парис (Paris): Жолт Хомонной (Homonnay Zsolt) (01/2004-06/2012), Аттила Миклош (Miklós Attila) (01/2004-06/2005), Геза Эдьхази (Egyházi Géza) (09/2006-), Саболч Кадар (Kádár Szabolcs)  (2011-), Ласло Сереньи (Szerényi László) (09/2011-)

Актёры : Sz. Nagy Ildikó (01/2004-), G. Szabó Sándor (01/2004-), Langer Soma (01/2004), Makay Andrea (01/2004-06/2004), Ullman Zsuzsa (01/2004-06/2004), Nagy Bea (09/2004-)
Балет : A Musical Ensemble (Bartha László, Ferencz Szilvia, Fóldesi Anita, Godó Gabriella, Heiter Agnes, Hódács János, Imre Sebastian, Kelemen Zsolt, Kocsis Tamás, Kóvacs Péter, Kővári László, Miklós Attila, Molnár Andrea, Radics Bernadett, Sárkány Gabriella, Szentirmai Zsolt, Szűts Rita, Tihanyi Lívia, Tucsek Edit), A Pesti Broadway Stúdió növendékei (Csórics Balázs, Dankó Zsolt, Deák Csongar, Muhani Tamás, Pirgel Dávid)

### График спектаклей
- 23/1/04- по наст. время: Театр оперетты в Будапеште
- 2004 : 68 спектаклей, 2005 : 87 спектаклей, 2006 : 68 спектаклей, 2007 : 71 спектакль, 2008 : 8 спектаклей
- 12-14, 18-21/8/05 Открытый театр Szegedi Szabadtéri Játékok
- 2-3/12/05 Театр Főnix Csarnok, Дебрецен
- 19/8/06 Стадион Nepstadion, Будапешт
- 1-2-3/9/06 Экспо-Центр, Печ

### Партии
| Акт 1                               | Оригинал              | Акт 2                                        | Оригинал               |
| ----------------------------------- | --------------------- | -------------------------------------------- | ---------------------- |
| Nyitány (Prológus) (FL)             | Ouverture             | Azt beszélik itt                             | On dit dans la rue     |
| Verekédés / Verona                  | Vérone                | Belém égett                                  | C’est pas ma faute     |
| Gondolj házasságra !                | Tu dois te marier     | Párbaj                                       | Le duel                |
| Egy nap                             | Un jour               | Mercutio halála                              | Mort de Mercutio       |
| Lehetsz király                      | Les rois du monde     | A bosszú                                     | La vengeance           |
| Miért fáj?                          | J’ai peur             | Oh magas eg ! (A két reményvesztett)         | Duo du désespoir       |
| Lánykérés                           | La demande en mariage | Pacsirta szól                                | Le chant de l’alouette |
| Bál                                 | Le bal                | Holnap                                       | Demain                 |
| Vár reánk a mindenség (A teljesség) | L’amour heureux       | Angyal                                       | Sans elle              |
| Bál 2                               | Le bal 2              | A méreg                                      | Le poison              |
| Ez a kéz utolér                     | C’est le jour         | A téboly (P)                                 | (La folie)             |
| Erkély duett                        | Le balcon             | Hogy mondjam el?                             | Comment lui dire       |
| Minden szerelem vak (A szerelem)    | Par amour             | Párisz halála (A párbaj [ismétlés]) (R et P) | (Le duel)              |
| Hahaha (Van szép és csúnya)         | Les beaux, les laids  | Úgy fáj (Miért fáj? [ismétlés])              | Mort de Roméo          |
| Szeme tűzben ég                     | Et voilà qu’elle aime | Júlia halála                                 | La mort de Juliette    |
| Lehetetlen (T, LM et LC)            | (On dit dans la rue)  | Mit ér a hit?                                | J’sais plus            |
| Gyűlölet                            | La haine              | Bűnösők                                      | Coupables              |
| Szívből szeretni                    | Aimer                 | --                                           | --                     |

Примечания
- Lehetetlen и A téboly — новые партии. Lehetetlen исполняется кланом Капулетти на мотив On dit dans la rue.
- Párisz halála также новая партия, название которой переводится Смерть Париса. Исполняется на мелодию Le duel.
- A téboly исполняется на мотив La folie , исполняют её Парис и Капуллети, когда находят тело Джульетты.
- Úgy fáj является репризой Miért fáj? : исполняется при смерти Ромео.

## Romeo en Julia, van Haat tot Liefde— нидерландская версия (27 января 2004 — 25 апреля 2004)

### Создатели
- Музыка, тексты: Жерар Пресгюрвик (Gérard Presgurvic)
- Адаптация текстов: Иоганн Верминнен (Johan Verminnen)
- Аранжировки: Яп Дилерман (Jaap Dielerman)
- Сценография и хореография: Реда (Redha)
- Ассистенты хореографа: Кристин Хасси (Christine Hassid), Сириль Журне (Cyril Journet)
- Ассистент режиссёра: Пьер Буасьери (Pierre Boisserie)
- Костюмы: Доминик Борг (Dominique Borg)
- Прически и грим: Линде де Мюнк (Linde de Muynck)
- Декорации: Реда (Redha)
- Свет: Йурхен де Нул (Jurgen de Nul)
- Звук: Патрик ван Каувенберхе (Patrick van Cauwenberghe)

### Актёры
- Ромео (Romeo) : Дави Хиллес (Davy Gilles); дублер — Роб Пельцер (Rob Pelzer)
- Джульетта (Julia) : Йеннифер ван Бренк (Jennifer Van Brenk); дублер — Саша Росен(Sasha Rosen)
- Меркуцио (Mercutio) : Дитер Верхаген (Dieter Verhaegen); дублер — Арнан Самсон (Arnan Samson)
- Бенволио (Benvolio) : Марк Тейшманс (Mark Tijsmans), дублер — Хертйан Хевельманс (Gertjan Heuvelmans)
- Тибальт (Tybalt) : Крис ван Тонхелен (Chris van Tongelen); дублер — Рул Лаувенс (Roel Lauwens)
- Леди Монтекки (Vrouwe Montecchi) : Хуле де Радт (Goele De Raedt); дублер — Гуле де Радт (Goele De Raedt)
- Леди Капулетти (Vrouwe Capuletti) : Таня де Нейс (Tanja De Nijs); дублер — Юта Болсиус (Juta Bolsius)
- Кормилица (De voedster) : Полин Дюбуа (Pauline Du Bois); дублер — Катрин Верхейден (Katrien Verheijden)
- Граф Капулетти (Graaf Capuletti) : Паул Вас (Paul Vaes); дублеры — Рикард Спейкерс (Richard Spijkers), Хертйан Хевельманс(Gertjan Heuvelmans)
- Брат Лоренцо (Broeder Lorenzo) : Бен Крамер (Ben Cramer);  дублер — Рори Сикс (Rory Six)
- Принц Веронский (De prins) : Йерун Мес (Jeroen Maes); дублеры — Рикард Спейкерс (Richard Spijkers), Рори Сикс (Rory Six)
- Парис (Pâris) : Филип Дезе (Filip D’Haeze); дублер — Рори Сикс (Rory Six)
- Смерть (De dood) : Даниэль Коэн (Daniele Cohen);  Беатрис Варран (Beatrice Warrand)

Балет : Marcella Dijjers (Rosalina), Kylian Campbell (Angelo), Christian Celini (Diabolo), York Ting Chen (Chiara), Nicholas Fishleigh (Piero), Alison Jaques (Eva), Rémy Lailavoix (Tazio), Marcella Morelli (Caterina), Thao Nguyen (Angelina), Noi Pakon Schuiffel (Sandra), Martin Zanotti (Luciano), Merlijn de Vries (Cristiano), Kim Arts (Elisa), Florian Boutonnier (Archi), Kai Guzowski (Rocco), Natasha Henry (Valentina), Elisabeth Lambeck (Rossana), Isabelle Massé (Liliana), Thomas Puskalier (Raffaello), Sophy Ribrault (Mortisia), Leo Van Emden (Leonardo)

### График спектаклей
- 27/1-8/2/04 Новый театр Луксор, Роттердам
- 11/2-15/2/04 Комплекс Grenslandhallen, Хасселт
- 26/2-7/3/04 Хайнекен Мюзик Холл, Амстердам
- 24/3-4/4/04 Театр Chassé Theater, Бреда
- 8/4-25/4/04 Театр Stadsschouwburg, Антверпен

### Партии
| Акт 1                     | Оригинал              | Акт 2                     | Оригинал               |
| ------------------------- | --------------------- | ------------------------- | ---------------------- |
| Ouverture (instrumentaal) | Ouverture             | Roddels in de straat      | On dit dans la rue     |
| Verona                    | Vérone                | 't Is de dag              | C’est le jour          |
| De haat                   | La haine              | Het duel                  | Le duel                |
| Ooit komt                 | Un jour               | De dood van Mercutio      | Mort de Mercutio       |
| Het huwelijksaanzoek      | La demande en mariage | De wraak                  | La vengeance           |
| Straks ben je getrouwd    | Tu dois te marier     | Het duo van de wanhoop    | Duo du désespoir       |
| De koningen               | Les rois du monde     | Het lied van de leeuwerik | Le chant de l’alouette |
| 'k Ben bang               | J’ai peur             | Je hand                   | Demain                 |
| Het bal                   | Le bal                | Verona (reprise) (PV)     | --                     |
| De gelukkige liefde       | L’amour heureux       | Dochter van mij           | Avoir une fille        |
| Het bal 2                 | Le bal 2              | Voor haar                 | Sans elle              |
| Het is mijn schuld niet   | C’est pas ma faute    | Het vergif                | Le poison              |
| Het balkon                | Le balcon             | Hoe zeg je dan            | Comment lui dire       |
| Mooi zijn of lelijk zijn  | Les beaux, les laids  | De dood van Romeo         | Mort de Roméo          |
| Ze houdt zo van hem       | Et voilà qu’elle aime | De dood van Julia         | La mort de Juliette    |
| Liefde                    | Aimer                 | Zo moe                    | J’sais plus            |
| --                        | --                    | Schuldig                  | Coupables              |

## Ромео и Джульетта, От ненависти до любви— русская версия (20 мая 2004 — 12 июня 2006)

### Создатели
- Музыка, тексты: Жерар Пресгюрвик (Gérard Presgurvic)
- Сценография: Реда (Redha)
- Хореография: Реда (Redha)
- Либретто: Наум Олев
- Костюмы: Доминик Борг (Dominique Borg)
- Декорации: Доминик Лебурж (Dominique Lebourges)
- Свет: Барт де Консель (Bart de Coensel)
- Звук: Каролен Пети (Carolin Petit), Филипп Пармантье (Philippe Parmentier)
- Запись, сведение и мастеринг CD-версии: Сергей Высотин

### Актёры
В скобках указаны дублеры
- Ромео — Андрей Александрин (Эдуард Шульжевский)
- Джульетта — София Нижарадзе (Евгения Рябцева)
- Меркуцио — Станислав Беляев (Алексей Лосихин)
- Бенволио — Сергей Ли (Александр Постоленко)
- Тибальт — Павел Максимов (Константин Кабанов)
- Леди Монтекки — Лика Рулла (Карине Асирян (Овсепян)
- Леди Капулетти — Ольга Ворожцова (Анастасия Сапожникова)
- Кормилица — Наталья Сидорцова (Наталья Трихлеб)
- Граф Капулетти — Александр Маракулин (Игорь Балалаев)
- Брат Лоренцо — Антон Арцев (Виктор Есин)
- Принц Веронский — Владимир Дыбский (Андрей Белявский)
- Парис — Мохамед Абдель Фаттах (Сергей Лашманов)
- Смерть — Павел Бельков, (Александр Бабенко, Николай Цискаридзе)

Балет : Иван Бельков, Виктория Богомазова, Дмитрий Бунин, Алексей Дегтярев, Алексей Дорошев, Залина Дзуцева, Светлана Исаева, Александр Исаков, Павел Ивлев, Алексей Карпенко, Юлия Кашкина, Марина Храмова, Мария Ковальская, Сергей Курченков, Дмитрий Лотков, Александр Малафеев, Ирина Мануйлова, Валерия Мокрушина, Ирина Морозова, Владислав Нуньес-Ромеро, Алексей Вальц, Анна Рыбальченко, Анна Сафронова, Карина Седова, Мигель, Олеся Стученко, Тимофей Чернышев, Наталья Терехова, Антон Варфоломеев, Надежда Захарова

### График спектаклей
- 2004 : 20/5-22/6, 7-31/10, 17-28/11, 21-31/12
- 2005 : 26/01-6/02, 1-13/03, 7-17/04, 12-22/05, 16-26/06, 5-14/08, 9-18/09, 12-23/10, 16-27/11, 20-31/12
- 2006 : 24/01-5/02, 2-12/03, 11-16/04, 6-12/06 в театре «Московская Оперетта»

### Партии
|    | Акт 1                | Оригинал              | Акт 2                  | Оригинал               |
| -- | -------------------- | --------------------- | ---------------------- | ---------------------- |
| 1  | Пролог               | Ouverture             | Ты нас предал          | On dit dans la rue     |
| 2  | Верона               | Vérone                | Пробил час             | C’est le jour          |
| 3  | Вражда               | La haine              | Дуэль                  | Le duel                |
| 4  | Предчувствие любви   | Un jour               | Смерть Меркуцио        | Mort de Mercutio       |
| 5  | Сватовство           | La demande en mariage | Кто виноват?           | La vengeance           |
| 6  | Мужья — наша цель    | Tu dois te marier     | Бог, почему?           | Duo du désespoir       |
| 7  | Короли ночной Вероны | Les rois du monde     | Власть                 | Le pouvoir             |
| 8  | Судьба               | J’ai peur             | Утро                   | Le chant de l’alouette |
| 9  | Бал                  | Le bal                | Пройдет лишь ночь одна | Demain                 |
| 10 | Встреча на балу      | L’amour heureux       | Отец и дочь            | Avoir une fille        |
| 11 | Бал-часть 2          | Le bal 2              | Как жаль               | Pourquoi               |
| 12 | Маска мести          | C’est pas ma faute    | В разлуке              | Sans elle              |
| 13 | Дуэт на балконе      | Le balcon             | Яд                     | Le poison              |
| 14 | Просьба о венчании   | Par amour             | Как мне сказать?       | Comment lui dire       |
| 15 | Красавцы и уроды     | Les beaux, les laids  | Смерть Ромео           | Mort de Roméo          |
| 16 | Два крыла любви      | Et voilà qu’elle aime | Смерть Джульетты       | La mort de Juliette    |
| 17 | Благословение        | Aimer                 | Господь, прости        | J’sais plus            |
| 18 | --                   | --                    | Финал                  | Coupables              |

Примечания
- Во французской версии мюзикла в песне «Верона» Тибальт и Меркуцио поют только вместе с хором. А в русской у обоих есть по две строчки отдельно.
- Бенволио присутствовал в песне «Верона», но не пел вообще, даже с хором.
- В спектакле присутствуют два варианта партии «Aimer» («Счастье» и «Благословение»), с разными текстами
- Просьба о венчании (Par amour) и Как жаль (Pourquoi) отсутствуют в спектакле. Однако их можно услышать в записях на дисках.
- Песня «Утро» в самом спектакле укорочена, по сравнению с французской версией. Но на студийной версии «Утро» такая же, как и во французской версии.

## Romeo und Julia, das Musical— австрийская версия (24 февраля 2005 — 8 июля 2006)

### Создатели
- Тексты, музыка: Жерар Пресгюрвик (Gérard Presgurvic)
- Адаптация текстов: Михаэла Ронцони (Michaela Ronzoni), Юлия Сенгстшмид (Julia Sengstschmid)
- Аранжировки: Кристиан Колоновиц (Christian Kolonovits)
- Сценография и хореография: Реда (Redha)
- Ассистент хореографа: Кристин Хасси (Christine Hassid)
- Ассистент режиссёра: Пьер Буасьери (Pierre Boisserie)
- Костюмы: Доминик Борг (Dominique Borg)
- Декорации: Дункан Хайлер (Duncan Hayler)
- Свет: Эндрю Воллер (Andrew Voller)
- Звук: Рикхард Рийан (Richard Ryan)

### Актёры
- Ромео (Romeo): Лукас Перман (Lukas Perman); дублеры — Томас Мюльнер(Thomas Mülner), Расмус Борковски (Rasmus Borkowski)
- Джульетта (Julia): Маржан Шаки (Marjan Shaki); дублеры — Яна Штелли (Jana Stelley), Ясмина Сакр (Jasmina Sakr), Даниэла Харбауэр (Daniela Harbauer)
- Меркуцио (Mercutio): Расмус Борковски (Rasmus Borkowski); дублеры — Петер Иэзиак (Peter lesiak), Кристоф Гёттен (Christoph Goetten), Нивальдо Альвес (Nivaldo Allves)
- Бенволио (Benvolio): Матиас Эденборн (Mathias Edenborn); дублеры — Патрик Шенк (Patrick Schenk), Томас Мюльнер(Thomas Mülner), Нивальдо Альвес (Nivaldo Allves)
- Тибальт (Tybalt): Марк Зайберт (Mark Seibert); дублеры — Кристоф Гёттен (Christoph Goetten), Адриан Хохстрассер (Adrian Hochstrasser), Симон Айхенбергер (Simon Eichenberger), Шин Джерард (Sean Gerard)
- Леди Монтекки (Lady Montaigu): Сусанна Маурери (Zuzanna Maurery); дублеры — Рашель Колли (Rachel Colley), Сабрина Харпер (Sabrina Harper), Сабин Майер (Sabine Mayer)
- Леди Капулетти (Lady Capulet): Аннет Виммер (Annette Wimmer); дублеры — Сабрина Харпер (Sabrina Harper), Наташа Хилл (Natascha Hill), Сабин Майер (Sabine Mayer)
- Кормилица (Die Amme): Карин Филипчич (Carin Filipcic); дублеры — Наташа Хилл (Natascha Hill), Фелиситас Моравиц (Felicitas Morawitz)
- Граф Капулетти (Lord Capulet): Пауль Ваэс (Paul Vaes); дублеры — Райнвальд Краннер (Reinwald Kranner), Кай Петерсон (Kai Peterson), Райнвальд Краннер (Reinwald Kranner)(с 30 mars до 8 juillet 2006); дублер — Кай Петерсон (Kai Peterson)
- Отец Лоренцо (Pater Lorenzo): Чарли Серрано (Charlie Serrano); дублеры — Райнвальд Краннер (Reinwald Kranner), Кай Петерсон (Kai Peterson)
- Принц Веронский (Der Fürst): Борис Пфайфер (Boris Pfeifer); дублеры — Норман Штер (Norman Stehr), Кай Петерсон (Kai Peterson), Андреас Бьоркман (Andreas Björkman)
- Парис (Paris): Томас Мюльнер(Thomas Mülner); дублеры — Шин Джерард (Sean Gerard), Бриан Кармак (Brian Carmack), Флориан Тайлер (Florian Theiler), Андреас Бьоркман (Andreas Björkman), Иво Джакомоцци (Ivo Giacomozzi)
- Балет 1 состав : Michael Bernhard, Alice Van Den Beucken, Jacquie Biggs, Sanne Buskermolen, Brian Carmack, Rachel Colley, Lorna Dawson, Simon Eichenberger, Laura Fernandez, Sean Gerard, Niklas-Philipp Gertl, Ivo Giacomozzi, Christoph Goetten, Daniela Harbauer, Sabrina Harper, Natascha Henry, Natascha Hill, Adrian Hochstrasser, Kevin Hudson, Jerome Knols, Peter Lesiak, Martin Matthias, Marcella Morelli, Lilian N’Guyen, Zoltan Roman, Sanny James Roumimper, Patrick Schenk, Norman Stehr, Jana Stelley, Florian Theiler, Lynsey Thurgar (с 24 февраля 2005 по 8 января 2006)
- Балет 2 состав : Nivaldo Allves, Joao Paulo de Almeida, Michael Bernhard, Alice Van Den Beucken, Jacquie Biggs, Andreas Björkman, Danilo Brunetti, Sanne Buskermolen, Brian Carmack, Lorna Dawson, Simon Eichenberger, Laura Fernandez, Daniella Foligno, Sean Gerard, Niklas-Philipp Gertl, Ivo Giacomozzi, Kenia Bernal Gonzales, Daniela Harbauer, Sabrina Harper, Christine Hassid, Kevin Hudson, Peter Lesiak, Martin Matthias, Sabrina Mayer, Lilian N’Guyen, Oliver Rey, Zoltan Roman, Federica Rosati, Steven Seale, Lynsey Thurgar, Katarina Trinkewitzova (с 9 января 2006 по 8 июля 2006)

### Расписание спектаклей
24/2-16/7/05, 3/9/05-8/1/06, 9/1-8/7/06 в театре Раймунд, Вена

### Партии
| Акт 1                         | Оригинал              | Акт 2                                      | Оригинал               |
| ----------------------------- | --------------------- | ------------------------------------------ | ---------------------- |
| Ouvertüre (instrumental)      | Ouverture             | Habt ihr schon gehört                      | On dit dans la rue     |
| Verona                        | Vérone                | Es wird Zeit                               | C’est le jour          |
| Der Hass                      | La haine              | Das Duell                                  | Le duel                |
| Einmal                        | Un jour               | Mercutios Tod                              | Mort de Mercutio       |
| Die Heiratsantrag             | La demande en mariage | Die Rache (CC, LC, LN, PV, LM, R et B)     | La vengeance           |
| Freu dich auf die Hochzeit    | Tu dois te marier     | Die Verzweiflung (FL, CC, LN, LC, b et LM) | Duo du désespoir       |
| Einmal (reprise)              | --                    | Der Gesang der Lerche                      | Le chant de l’alouette |
| Herrscher der Welt            | Les rois du monde     | Nicht lang (CC, LC, P, LN et J)            | Demain                 |
| Die Angst                     | J’ai peur             | Mein liebes Kind                           | Avoir une fille        |
| Der Ball 1                    | Le bal                | Ohne Sie                                   | Sans elle              |
| Liebesglück                   | L’amour heureux       | Das Gift                                   | Le poison              |
| Der Ball 2                    | Le bal 2              | Verona 2 (PV)                              | --                     |
| Ich bin schuldlos             | C’est pas ma faute    | Wie sag ich’s ihm                          | Comment lui dire       |
| Der Balkon                    | Le balcon             | Romeos Tod                                 | Mort de Roméo          |
| Wir sind aus Fleisch und Blut | Les beaux, les laids  | Julias Tod                                 | La mort de Juliette    |
| Siehe da, sie liebt           | Et voilà qu’elle aime | Warum                                      | J’sais plus            |
| Liebe                         | Aimer                 | Schuldig                                   | Coupables              |

## Roméo et Juliette, les enfants de Vérone (로미오 앤 줄리엣)— корейская версия (20 января 2007 — 21 марта 2007)

### Создатели
- Тексты, музыка: Жерар Пресгюрвик (Gérard Presgurvic)
- Аранжирвки: Жерар Пресгюрвик (Gérard Presgurvic), Каролен Пети (Carolin Petit)
- Сценография и хореография : Реда (Redha)
- Ассистенты хореографа: Кристин Хасси (Christine Hassid), Мартен Йэбер (Martin Yaebaert)
- Ассистент режиссёра: Пьер Буасьери (Pierre Boisserie)
- Костюмы: Фредерик Дельо (Frédéric Délliaux), Лоран Дежарден (Laurent Déjardin)
- Прически: Лоран Фалькон (Laurent Falcon)
- Декорации: Доминик Лебурж (Dominique Lebourges)
- Графика: Акимандре (Akimandré), Мстар (Mstar)
- Свет: Тон Иртум (Ton Irthum)
- Звук: Филипп Пармантье (Philippe Parmentier)

### Актёры
- Ромео (로미오): Дамьен Сарг (Damien Sargue); дублер — Жюль Гризон (Jules Grison)
- Джульетта (줄리엣): Джой Эстер (Joy Esther); дублер — Стефани Эмпоко (Stéphanie Impoco)
- Меркуцио (머큐시오): Джон Эйзен (John Eyzen); дублер — Фабьен Энкардона (Fabien Incardona)
- Бенволио (벤볼리오): Сириль Никколай (Cyril Niccolaï); дублер — Йони Амар (Yoni Amar)
- Тибальт (티볼트): Вильям Сен-Валь (William Saint-Val); дублер — Фабьен Энкардона (Fabien Incardona)
- Леди Монтекки (레이디 몬테규): Брижит Вандитти (Brigitte Venditti); дублер — Орели Мюссо (Aurélie Musso)
- Леди Капулетти (레이디 캐플렛): Стефани Родриг (Stéphanie Rodrigue); дублер — Орели Мюссо (Aurélie Musso)
- Кормилица (유모): Ида Гордон (Ida Gordon); дублер — Гладис Фрайоли (Gwladys Fraioli)
- Граф Капулетти (캐플렛 경): Арье Ита (Arié Itah); дублер — Ален Кордье (Alain Cordier)
- Отец Лоренцо (로랑 신부): Жоэль Оканга (Joël O’Cangha); дублер — Ален Кордье (Alain Cordier)
- Принц Веронский (영주): Стефан Метро (Stéphane Métro); дублер — Йони Амар (Yoni Amar)
- Смерть (죽음): Кристин Хасси (Christine Hassid); дублер — Наташа Анри (Natasha Henry)

Балет : Esther Giacalone, Zalina Dzutseva, Daniella Foligno, Svetlana Isaeva, Francesca Lavecchia, Frédéric Jean-Baptiste, Anthony Cazaux, Fly Corcel, Rémy Lailavoix, Khalid Ghajji, François Doppia, Emmanuelle Bouariz, Lauren Filip, Natasha Henry, Marlène Wirth, Mélodie Cailleret, Jérome Piel, Paolo Provenzano, Oliver Rey, Alexandr Malafeev, Dimitry Lotkov, Allal Mouradoudi, Brian Carmack, Anne-Sophie Léonhard

### Расписание спектаклей
- 20/1-27/2/07 Sejong Center, Сеул
- 10-21/3/07 Citizen’s Hall, Пусан
- 29/1-27/2/09 Sejong Center, Сеул

### Партии
| Акт 1                | Оригинал              | Акт 2                  | Оригинал               |
| -------------------- | --------------------- | ---------------------- | ---------------------- |
| 프롤로그             | Prologue              | 사랑하고 싶어 (R et J) | Je veux l’aimer        |
| 베로나               | Vérone                | 그 날이 왔네           | C’est le jour          |
| 증오                 | La haine              | 광기 (M)               | La folie               |
| 뚱뚱해 (CC et LN)    | Grosse                | 결투                   | Le duel                |
| 구혼 (CC, LN et T)   | La demande en mariage | 머큐시오의 죽음        | Mort de Mercutio       |
| 언젠가               | Un jour               | 대가란 무엇인가        | Quel est le prix       |
| 영원히 (M, R et B)   | A la vie, à la mort   | 절망의 듀오            | Duo du désespoir       |
| 세상의 왕들          | Les rois du monde     | 종달새의 노래          | Le chant de l’alouette |
| 나는 두려워          | J’ai peur             | 내일                   | Demain                 |
| 무도회 1             | Le bal 1              | 딸이 있다는 건         | Avoir une fille        |
| 행복한 사랑          | L’amour heureux       | 독약                   | Le poison              |
| 무도회 2             | Le bal 2              | 그녀 없이 (R)          | Sans elle              |
| 내 잘못이 아니야     | C’est pas ma faute    | 베로나 2 (PV)          | Vérone 2               |
| 발코니               | Le balcon             | 어떻게 말하지          | Comment lui dire       |
| 사랑으로             | Par amour             | 로미오의 죽음          | Mort de Roméo          |
| 아름답든 추하든      | Les beaux, les laids  | 줄리엣의 죽음          | La mort de Juliette    |
| 그녀가 사랑에 빠졌네 | Et voilà qu’elle aime | 이젠 더이상 모르겠어요 | J’sais plus            |
| 사랑한다는 건        | Aimer                 | 죄인들                 | Coupables (final)      |

Примечания
- Grosse, A la vie, à la mort, Je veux l’aimer и Vérone 2 являются новыми партиями в постановке
- Quel est le prix — новое название партии La vengeance
- Sans elle исполняется одним Ромео, так как следует за Le poison
- Во время спектаклей использовались субтитры

## Roméo et Juliette, les enfants de Vérone (羅密歐 與 茱麗葉)— тайваньская версия (5 апреля 2007 — 21 апреля 2007)

### Создатели
- Тексты, музыка: Жерар Пресгюрвик (Gérard Presgurvic)
- Аранжирвки: Жерар Пресгюрвик (Gérard Presgurvic), Каролен Пети (Carolin Petit)
- Сценография и хореография : Реда (Redha)
- Ассистент хореографа: Аллал Мурадуди (Allal Mouradoudi)
- Костюмы: Фредерик Дельо (Frédéric Délliaux), Лоран Дежарден (Laurent Déjardin)
- Прически: Лоран Фалькон (Laurent Falcon)
- Декорации: Доминик Лебурж (Dominique Lebourges)
- Графика: Акимандре (Akimandré), Мстар (Mstar)
- Свет: Тон Иртум (Ton Irthum)
- Звук: Филипп Пармантье (Philippe Parmentier)

### Актёры
- Ромео (로미오): Дамьен Сарг (Damien Sargue); дублер — Жюль Гризон (Jules Grison)
- Джульетта (줄리엣): Джой Эстер (Joy Esther); дублер — Стефани Эмпоко (Stéphanie Impoco)
- Меркуцио (머큐시오): Джон Эйзен (John Eyzen); дублер — Фабьен Энкардона (Fabien Incardona)
- Бенволио (벤볼리오): Сириль Никколай (Cyril Niccolaï); дублер — Йони Амар (Yoni Amar)
- Тибальт (티볼트): Том Росс (Tom Ross); дублер — Фабьен Энкардона (Fabien Incardona)
- Леди Монтекки (레이디 몬테규): Брижит Вандитти (Brigitte Venditti); дублер — Орели Мюссо (Aurélie Musso)
- Леди Капулетти (레이디 캐플렛): Стефани Родриг (Stéphanie Rodrigue); дублер — Орели Мюссо (Aurélie Musso)
- Кормилица (유모): Ида Гордон (Ida Gordon); дублер — Гладис Фрайоли (Gwladys Fraioli)
- Граф Капулетти (캐플렛 경): Арье Ита (Arié Itah); дублер — Ален Кордье (Alain Cordier)
- Отец Лоренцо (로랑 신부): Жоэль Оканга (Joël O’Cangha); дублер — Ален Кордье (Alain Cordier)
- Принц Веронский (영주): Стефан Метро (Stéphane Métro); дублер — Йони Амар (Yoni Amar)
- Смерть (죽음): Орели Бадоль (Aurélie Badol)

Балет : Carl Portal, Rémy Lailavoix, Allal Mouradoudi, Khalid Ghajji, Dimitry Lotkov, Zalina Dzutseva, Aleksandr Malafeev, Svetlana Isaeva, Jérôme Couchard, Julie Richer, Peggy Didon, Andrea Bescond, Ndedi Ma-Sellu, Hacine Brahimi, Anna Ivacheff, Sabrina Haroun, Sami Mouhoubi, Laurence Perez-Robin

### Расписание спектаклей
5-21/4/07 National Dr. Sun Yat-sen Memorial Hall, Тайбэй, Тайвань

### Партии
| Акт 1                             | Акт 2                           |
| --------------------------------- | ------------------------------- |
| Ouverture 序曲                    | Je veux l’aimer 這次巡迴的新歌  |
| Vérone 1 維洛那 I                 | C’est le jour 就是今天          |
| La haine 恨                       | La folie                        |
| Grosse                            | Le duel 決鬥                    |
| La demande en mariage 求婚        | Mort de Mercutio 莫枯修之死     |
| Un jour 有一天                    | Quel est le prix 怎樣的代價     |
| A la vie, à la mort               | Duo du désespoir 絕望二重唱     |
| Les rois du monde 世界之王        | Le chant de l’alouette 雲雀之歌 |
| J’ai peur 我怕                    | Demain 明天                     |
| Le bal 1 舞會 I                   | Avoir une fille 呵護一個女孩    |
| L’amour heureux 真心之愛          | Le poison 毒藥                  |
| Le bal 2 舞會 II                  | Sans elle 沒有她 (R)            |
| C’est pas ma faute 非我之錯       | Vérone 2 維洛那 II              |
| Le bal 3 舞會 III (instrumental)  | Comment lui dire 怎麼跟他說     |
| Le balcon                         | Mort de Roméo 羅密歐之死        |
| Par amour 以愛之名                | La mort de Juliette 茱麗葉之死  |
| Les beaux, les laids 美與醜       | J’sais plus                     |
| Et voilà quelle aime 她正沉醉愛河 | Coupables (final) 罪人          |
| Aimer 愛吧 !                      | --                              |

Примечания
- Grosse, A la vie, à la mort, Le bal 3, Je veux l’aimer et Vérone 2 являются новыми партиями постановки
- Quel est le prix — новое название партии La vengeance
- Sans elle Исполняется одним Ромео, так как следует за Le poison
- Во время спектаклей использовались субтитры
- La Demande En Mariage исполняется перед Un jour, а Tu doit Te Marier отсутствует в постановке

## Romeo y Julieta, el musical— мексиканская версия (28 августа 2008 — 19 октября 2008)

### Создатели
- Тексты, музыка: Жерар Пресгюрвик (Gérard Presgurvic)
- Сценография: Марсело Гонсалес (Marcelo Gonzalez)
- Хореография: Мигель Сагун (Miguel Sahagún)
- Аранжировки: Гильермо Паласиос (Guillermo Palacios)
- Адаптация текстов: Эктор Кинг (Hector King)
- Ассистенты хореографа: Уго Серна (Hugo Serna), Армандо Фаусти (Armando Fausti)
- Костюмы: Луис Херардо Тамес (Luis Gerardo Tamez)
- Прически и декорации: Ронал Трехо (Ronal Trejo)
- Графика: Рамон Баларт (Ramon Balart)
- Свет: Хесус Перея (Jesús Perea)
- Звук: Хосе Луис Гарса (José Luis Garza)

### Актёры
- Ромео (Romeo) : Анхело Салаис (Ángelo Saláis)
- Джульетта (Julieta): Мелисса Баррера (Melissa Barrera)
- Меркуцио (Mercucio) : Педролуис Ибарра (Pedroluiz Ibarra)
- Бенволио (Benvolio) : Луис Карлос Вильяреал (Luis Carlos Villarreal)
- Тибальт (Tybaldo): Карлос Альгара (Carlos Algara)
- Леди Монтекки (Sra. Montesco) : Лилиана Эскобар (Liliana Escobar)
- Леди Капулетти (Sra. Capuleto) : Даниэла Рико (Daniela Rico)
- Кормилица (La Nana) : Анабель Вальдес (Anabel Valdes)
- Граф Капулетти (Sr. Capuleto) : Раймундо Лобо (Raymundo Lobo)
- Отец лоренцо(Fraile Lorenzo) : Рикардо Леал (Ricardo Leal)
- Принц Веронский (El Principe) : Хулио Гранадос (Julio Granados)
- Парис (Paris): Эктор Чапа (Héctor Chapa)
- Смерть (La Muerte) : Уго Серна (Hugo Serna)

Хор : Adria de la Parra, Sara Marroquin, Adrian Gonzalez, Evelyn Villareal, Pilar Gonzalez, Alfonso Carlo, Lorena Vignau, Martha King, Jorge Rodriguez, Rebeca Gonzalez, Vanessa Soto, Oscar Trevino
Балет : Ricky Rojas, Fabiana Margain, Laura Vázquez, Armando Fausti, Alejandra Lozano, Andrea Vázquez, Georgina de la Fuente, Ponko Javalera, Gerardo Vázquez, Ruby Chavez, Tania Zertuche, Zaida Rios, Ale Merino, Miriam Mesa

### Расписание спектаклей
28/8-19/10/08 Espacio Verona, парк Фундидора, Монтеррей

### Партии
| Акт 1                   | Оригинал              | Акт 2                               | Оригинал            |
| ----------------------- | --------------------- | ----------------------------------- | ------------------- |
| Obertura (instrumental) | Ouverture             | Dicen por ahi                       | On dit dans la rue  |
| Verona                  | Vérone                | Será hoy                            | C’est le jour       |
| Odiar                   | La haine              | El duelo (R, M, T et B)             | Le duel             |
| Pronto                  | Un jour               | La muerte de Mercucio               | Mort de Mercutio    |
| Te tienes que casar     | Tu dois te marier     | La venganza                         | La vengeance        |
| Los reyes del mundo     | Les rois du monde     | Qué difícil es                      | Duo du désespoir    |
| Temor                   | J’ai peur             | Mañana lo verás                     | Demain              |
| El baile                | Le bal                | Una hija es                         | Avoir une fille     |
| Amor felíz              | L’amour heureux       | Muero por ti                        | Le poison           |
| El baile 2              | Le bal 2              | ¿Cómo decir?                        | Comment lui dire    |
| No es mi culpa          | C’est pas ma faute    | La muerte de Romeo                  | Mort de Roméo       |
| El balcón               | Le balcon             | La muerte de Julieta                | La mort de Juliette |
| Por amor                | Par amour             | Ya no                               | J’sais plus         |
| Los bellos, los feos    | Les beaux, les laids  | Culpa (LC, LM, LN, B, CC, FL et LT) | Coupables           |
| Y se enamoró            | Et voilà qu’elle aime | --                                  | --                  |
| Te amo                  | Aimer                 | --                                  | --                  |

Примечания:
- La Demande en mariage (Paris et Le Comte Capulet) представляет собой короткий текст
- La Folie, Le Poète, Le Pouvoir, Le Chant De L’alouette, Pourquoi et Sans Elle отсутствуют в постановке

## Roméo et Juliette, les enfants de Vérone— французская версия 2010

### Актёры
Мелким шрифтом указаны дублеры
- Ромео (Roméo) : Дамьен Сарг (Damien Sargue), Режи Оливье (Regis Olivier)
- Джульетта (Juliette) : Джой Эстер (Joy Esther), Анаис Дельва (Anaïs Delva)
- Меркуцио (Mercutio) : Джон Эйзен (John Eyzen), Фабьен Дена (Fabien Déna)
- Бенволио (Benvolio) : Сириль Никколе (Cyril Niccolai), Режи Оливье (Regis Olivier)
- Тибальт (Tybalt) : Том Росс (Tom Ross), Фабьен Дена (Fabien Déna)
- Леди Монтекки (Lady Montaigu) : Брижитт Вандитти (Brigitte Venditti), Мари Клос (Marie Klaus)
- Леди Капулетти (Lady Capulet) : Стефани Родриг (Stéphanie Rodrigue), Мари Клос (Marie Klaus)
- Кормилица (La Nourrice) : Ида Гордон (Ida Gordon), Гладис Фрайоли (Gwladys Fraioli)
- Граф Капулетти (Comte Capulet) : Арье Ита (Arié Itah), Ален Кордье (Alain Cordier)
- Отец Лоренцо (Frère Laurent) : Фредерик Шарте (Frederic Charter), Ален Кордье (Alain Cordier)
- Принц Веронский (Le Prince de Vérone) : Стефан Метро (Stéphane Métro), Ален Кордье (Alain Cordier)
- Парис (Pâris) : в данной версии роль исполняет артист балета Александр Галопен (Alexandre Galopin), он не поет.
- Поэт (Le Poète) : Фабьен Дена (Fabien Déna)
- Смерть (La Mort) : Орели Бадоль (Aurélie Badol)

Балет :
Капулетти : Camille Brulais, Elise Laconi, Aurélie Giboire, Ksenia Dykina, Rachel Duray, Sabrina Haroun, David Lerat, Sacha Malafeev, Alexandre Galopin, Laurent Leroux-Morio, Dima Loktov, Max Carpentier.
Монтекки : Peggy Didon, Jenny Sepiere, Noellie Bordelet, Emilie Sudre, Zalina Dzutseva, Svetlana Isaeva, Mika Fau, Michael Biasi, Nicolas Nivert, Deddi N’sallu, Manu Macau, Stéphane Lavallée

### Партии
| Акт 1                                                           | Акт 2                                                                     |
| --------------------------------------------------------------- | ------------------------------------------------------------------------- |
| Ouverture (Gérard & Laura Presgurvic)                           | Le Pouvoir (Le Prince de Vérone)                                          |
| Vérone (le Prince de Vérone)                                    | On dit dans la rue (Roméo, Mercutio et Benvolio)                          |
| La Haine (Lady Capulet et Lady Montaigu)                        | C’est le jour (Tybalt)                                                    |
| A la vie, à la mort (Benvolio et Mercutio)                      | La Folie (Mercutio)                                                       |
| La Demande en mariage (Le Comte Capulet Tybalt et les Choeurs,) | Le Duel (Mercutio, Tybalt, et Roméo)                                      |
| Tybalt (Tybalt)                                                 | Mort de Mercutio (Mercutio et Roméo)                                      |
| Tu dois te marier (Lady Capulet)                                | La Vengeance (Comte Capulet, Lady Montaigu, le Prince de Vérone et Roméo) |
| Un jour (Roméo et Juliette)                                     | Duo du désespoir (La Nourrice et Frère Laurent)                           |
| Les Rois du monde (Roméo, Benvolio et Mercutio)                 | Le Chant de l’alouette (Roméo et Juliette)                                |
| La Reine Mab (Je Rêve) (Mercutio)                               | Demain (Comte Capulet, Lady Capulet, Juliette et La Nourrice)             |
| J’ai peur (Roméo)                                               | Avoir une fille (Comte Capulet)                                           |
| Le Bal (instrumental)                                           | On prie (Roméo & Juliette)                                                |
| L’Amour heureux (Roméo et Juliette)                             | Le Poison (Juliette)                                                      |
| C’est pas ma faute (Tybalt)                                     | Sans elle (Roméo)                                                         |
| Les Poupées (instrumental)                                      | Vérone 2 (Le Prince)                                                      |
| Le Balcon (Roméo et Juliette)                                   | Comment lui dire (Benvolio)                                               |
| Le Poète (Le Poète et Juliette)                                 | Mort de Roméo (Roméo)                                                     |
| Par amour (Frère Laurent, Roméo et Juliette)                    | La Mort de Juliette (Juliette)                                            |
| Les Beaux, les Laids (La Nourrice, Benvolio et Mercutio)        | J’sais plus (Frère Laurent & La Nurse)                                    |
| Et voilà qu’elle aime (La Nourrice)                             | Coupables (final) (Lady Capulet, Lady Montaigu, La Nourrice et tous)      |
| Aimer (Roméo et Juliette)                                       | Avoir 20 ans (Rappel, Mercutio, Roméo, Benvolio & la troupe)              |

## Roméo et Juliette, les enfants de Vérone— японская версия 2012
В декабре 2012 года труппа отправилась в турне по Японии и Китаю.

### Актёры
Мелким шрифтом указаны дублеры
- Ромео (Roméo) : Сириль Никколай (Cyril Niccolaï), Режи Оливье (Regis Olivier)
- Джульетта (Juliette) : Джой Эстер (Joy Esther), Кандис Париз (Candice Parise)
- Меркуцио (Mercutio) : Джон Эйзен (John Eyzen), Режи Оливье (Regis Olivier)
- Бенволио (Benvolio) : Стефан Невиль (Stéphane Neville), Режи Оливье (Regis Olivier)
- Тибальт (Tybalt) : Том Росс (Tom Ross), Режи Оливье (Regis Olivier)
- Леди Монтекки (Lady Montaigu) : Брижитт Вандитти (Brigitte Venditti), Мари Клос (Marie Klaus)
- Леди Капулетти (Lady Capulet) : Стефани Родриг (Stéphanie Rodrigue), Мари Клос (Marie Klaus)
- Кормилица (La Nourrice) : Гладис Фрайоли (Gwladys Fraioli), Мари Клос (Marie Klaus)
- Граф Капулетти (Comte Capulet) : Себестьен Шато (Sébastien Chato), Кристоф Бори (Christophe Borie)
- Отец Лоренцо (Frère Laurent) : Фредерик Шарте (Frederic Charter), Кристоф Бори (Christophe Borie)
- Принц Веронский (Le Prince de Vérone) : Стефан Метро (Stéphane Métro), Кристоф Бори (Christophe Borie)
- Смерть (La Mort) : Орели Бадоль (Aurélie Badol)

Балет:
Капулетти : Jérome Couchart, Camille Brulais, Anthony Despras, Hedi Hammam, Vaia Veneti, Alexandre Galopin, Aurelie Giboire, Florie Rossignon, Sebastien Sfedj.
Монтекки: Andrea Condorelli, Yohann Tete, Joseph Di Marco, Ndedi Ma-Sellu, Dorothée Goxe, Julie Zano, Stéphane Lavalee, Sabine Gautrain, Maria McClurg.

## Romeo e Giulietta— Ama e cambia il mondo — итальянская версия 2013
Актёры (Cast ufficiale):
- Дульетта (Giulietta): Джулия Луци[итал.] (Giulia Luzi)
- Ромео (Romeo): Давиде Мерлини (Davide Merlini) (2013—2018) / Федерико Мариньетти (Federico Marignetti) (2015—2016) / Ренато Крудо (Renato Crudo) (2018)
- Меркуцио (Mercuzio): Лука Джакомелли Феррарини[итал.] (Luca Giacomelli Ferrarini)
- Тибальт (Tebaldo): Джанлука Меролли (Gianluca Merolli)
- Бенволио (Benvolio): Риккардо Маккаферри (Riccardo Maccaferri) (2013—2014 — 2015—2016) / Ренато Крудо (Renato Crudo) (2018)
- Леди Монтекки (Lady Montecchi): Роберта Факкани[итал.] (Roberta Faccani) (2013—2014 — 2015—2016 — 2018) / Валентина Феррари (Valentina Ferrari) (2018)
- Леди Капулетти (Lady Capuleti): Барбара Кола[итал.] (Barbara Cola)
- Кормилица (Nutrice): Сильвия Куэрчи (Silvia Querci)
- Граф Капулетти (Padre Capuleti): Витторио Маттеуччи[итал.] (Vittorio Matteucci) (2013—2014 — 2015) / Лука Маджоре (Luca Maggiore) (2015—2016) / Грациано Галатоне[итал.] (Graziano Galatone) (2018)
- Принц Веронский (Principe): Леонардо ди Минно (Leonardo di Minno)
- Отец Лоренцо (Frate Lorenzo): Джо Торторелли (Giò Tortelli) (2013—2014 — 2015—2016) / Эмильяно Джипетти (Emiliano Geppetti) (2018)
- Парис (Paride): Николо Нотто (Niccolò Noto) (2013) / Антонио Бароне (Antonio Barone) (2014) / Денни Лоди (Denny Lodi) (2015—2016) / Габриэле Беддони (Gabriele Beddoni) (2016) / Алессио Ла Падула (Alessio La Padula) (2018)

## Ромео и Джульетта: Вышка против МГУ— русская версия (25 мая 2019 и 1 июня 2019)
- Постановка является некоммерческой адаптацией мюзикла
- События происходят в Москве XXI века и вместо вражды семей акцент делается на вражду ВУЗов — ВШЭ и МГУ
- Не было таких персонажей как Парис, Кормилица, отец Лоренцо, Принц, Смерть. Вместо Кормилицы появилась лучшая подруга Джульетты Валенция, а вместо принца появился ректор ВШЭ (не вокальная партия), который также является отцом Меркуцио. Вместо Смерти появилось два персонажа — Судьба и Любовь. У Любви, есть два Купидона — один для Джульетты, другой для Ромео
- В этой постановке Тибальт и Джульетта кровные брат и сестра, и к сестре Тибальт испытывает только братскую любовь
- В постановке помимо четкой любовной линии Ромео и Джульетты присутствует не явная любовная линия между Тибальтом и Меркуцио

### Создатели
- Молодёжный Театр Мюзикла при НИУ ВШЭ
- Режиссёры-постановщики: Дарья Фонтана, Анастасия Пухова
- Помощники режиссёров: Олеся Парасоцкая, Александра Гершикова, Натела Кордзахия
- Хореографы: Валерия Мошенко, Елена Воробьева, Даниил Выговский
- Видео и аудио монтаж: Мария Калюжная
- Звук: Дмитрий Кузьмин, Юрий Гусев
- Свет: Евгений Мошечков, Нелли Шарыгина
- Костюмы: Наталья Николаева, Наталья Измайлова
- Актёрский коучинг: Валентина Логинова

### Актёры
- Ромео — Анастасия Добронравова
- Джульетта — Олеся Парасоцкая
- Меркуцио — Александра Гершикова, Екатерина Собко
- Бенволио — Екатерина Левина
- Тибальт — Екатерина Назарова, Анна Никитенко
- синьора Монтекки — Натела Кордзахия, Анна Ковалёва
- синьора Капулетти — Евгения Туркина
- Валенция — Дарина Кузнецова
- синьор Капулетти, ректор МГУ — Анна Никитенко, Екатерина Назарова
- ректор ВШЭ — София Исаева
- Любовь — Полина Криворотова
- Судьба — Елена Воробьева
- Купидоны — Валентина Логинова, Владислава Ерохина

Балет : Елена Воробьева, Полина Криворотова, Валентина Логинова, Владислава Ерохина, Екатерина Сергеева, Евгения Туркина, Дарья Фонтана, Анастасия Пухова, Алексей Юрков, Юрий Гусев, Валерия Александрова, Софья Шацкая, Валерия Темнова, Екатерина Чернобай, Мария Игольникова, Александра Ефимова, Алина Зуева, Мария Никитина, София Блинова, Полина Кулешова

### Партии
|    | Акт 1                | Оригинал              | Акт 2             | Оригинал             |
| -- | -------------------- | --------------------- | ----------------- | -------------------- |
| 1  | Пролог               | Ouverture             | Красавцы и уроды  | Les beaux, les laids |
| 2  | Вражда               | La haine              | Поступление       | Aimer                |
| 3  | Предчувствие любви   | Un jour               | Маска страха      | C’est pas ma faute   |
| 4  | Пора поступать       | La demande en mariage | Пробил час        | C’est le jour        |
| 5  | Мужья — наша цель    | Tu dois te marier     | Драка             | Le duel              |
| 6  | Короли ночного мира  | Les rois du monde     | Просьба           | Par amour            |
| 7  | Я вижу сны           | La Reine Mab          | Молю              | On prie              |
| 8  | День открытых дверей | Le bal                | Как жаль          | Pourquoi             |
| 9  | Встреча              | L’amour heureux       | Почему?           | Duo du désespoir     |
| 10 | Тусовка в МГУ        | Le bal 2              | Как мне сказать   | Comment lui dire     |
| 11 | Брат и сестра        | Avoir une fille       | Ты нас предал     | On dit dans la rue   |
| 12 | Куклы                | Les Poupées           | Судьба            | J’ai peur            |
| 13 | Дуэт на «балконе»    | Le balcon             | В жизни, в смерти | À la vie, à la mort  |
| 14 | Москва               | Verone                | Нам 20 лет        | Avoir 20 ans         |

## Ромео и Джульетта— русская версия 2011
- Постановка школы №1 г. Нарьян-Мара Ненецкого автономного округа является некоммерческой адаптацией мюзикла.
- Режиссёр и исполнительница роли Джульетты — Вилена Соколова. Идея родилась после посещения мюзикла заезжих артистов.
- Постановка была показана дважды на школьной сцене и один раз в окружном конкурсе города в культурном центре «Арктика».

## Ромео и Джульетта— русско-венгерская версия 2025 (2 января 2025 — настоящее время)

### Создатели
- Музыка, тексты: Жерар Пресгюрвик (Gérard Presgurvic)
- Адаптация текстов: Агата Вавилова
- Аранжировки: Маклари Ласло (Makláry László)
- Сценография: Кэреньи Миклош Габор (Kerényi Miklós Gábor)
- Хореография: Дуда Эва (Duda Éva)
- Консультант: Реда (Redha)
- Ассистент хореографа: Барта Виктория (Barta Viktória), Иван Дремин
- Ассистент режиссёра: Кэреньи Сара (Kerényi Sára), Оксана Антоненко
- Ассистент по костюмам: Бохм Каталин (Böhm Katalin), Бесарио Джапаридзе (Japharidze Besario)
- Ассистент по декорациям: Тамаш Ракаи (Rákay Tamás)
- Либретто: Олег Солод
- Костюмы: Велик Рита (Velich Rita)
- Прически: Бохм Каталин (Böhm Katalin)
- Декорации: Гоц Бела (Götz Béla)
- Свет: Русински Тибор (Rusinski Tibor)

### Актёры
- Ромео: Брага Никита (Braga Nikita), Владислав Гетце, Александр Казьмин
- Джульетта: Александра Каспарова, Полина Беляева
- Меркуцио: Никита Следнев, Руслан Искендеров
- Бенволио: Андрей Сунцов, Артем Мисаженков
- Тибальт: Максим Казаков, Станислав Баксараев
- Леди Монтекки: Елизавета Белоусова, Мария Лагацкая-Зимина
- Леди Капулетти: Наталия Диевская, Анастасия Вишневская
- Кормилица: Агата Вавилова, Елена Газаева
- Граф Капулетти: Сергей Брага, Иван Корытов
- Отец Лоренцо: Ростислав Колпаков, Александр Суханов
- Принц Веронский: Иван Ожогин, Кирилл Гордеев, Дмитрий Ермак, Владимир Ярош
- Парис (Paris): Роман Графов, Даниил Пауков
- Роза: Вероника Крашенинникова, Анастасия Посредникова
- Любовник синьоры Капулетти: Амарби Цикушев
- Конюх: Николай Карш, Василий Глухов
- Прачка: Оксана Гогина, Полина Тихонова
- Петр, слуга Кормилицы: Иван Киселёв
- Слуга Тибальта: Никита Вохмянин

Балет: Ания Агибаева, Александра Адасько, Станислав Баксараев, Артём Гаврюшенко, Макар Гараев (свинг), Алина Горшкова, Евгения Дементьева, Эльдар Джемилёв, Владислав Калинин (свинг), Александр Канев, Полина Кастюкова (свинг), Александра Косик, Ирина Нестерова, Алексей Савунов, Антон Самигулин, Павел Сидоров, Дмитрий Суслов, Елена Усанова (свинг), Мария Чалышева, Александра Чехова, Иван Шипицын
Хор: Павел Гришин, Екатерина Ковалёва, Владислава Козловская, Денис Коновалов, Мария Макаева, Дарья Исаева, Анатолий Оглоблин, Юлия Резнор, Арсений Скурихин, Никита Волков, Антон Степанов, Александр Бондарев, Григорий Чекоданов, Анна Черезова

### График спектаклей
- 2025 : 2-8/1, 26/2-2/3, 18-20/4, 8-10/8, 17-19/10

### Партии
| Акт 1             | Оригинал                            | Акт 2                       | Оригинал                                     |
| ----------------- | ----------------------------------- | --------------------------- | -------------------------------------------- |
| Увертюра          | Ouverture                           | Ты не вправе                | Azt beszélik itt                             |
| Верона            | Verekédés / Verona                  | Мертвая сталь               | Belém égett                                  |
| Думай о браке !   | Gondolj házasságra !                | Жить                        | Párbaj                                       |
| Где-то            | Egy nap                             | Смерть Меркуцио             | Mercutio halála                              |
| Быть королём      | Lehetsz király                      | Изгнание Ромео              | A bosszú                                     |
| Зачем душа?       | Miért fáj?                          | Как нам быть !              | Oh magas eg ! (A két reményvesztett)         |
| Сватовство Париса | Lánykérés                           | Жаворонок                   | Pacsirta szól                                |
| Бал               | Bál                                 | Нет пути назад              | Holnap                                       |
| До конца времен   | Vár reánk a mindenség (A teljesség) | Ангел                       | Angyal                                       |
| Бал 2             | Bál 2                               | Яд                          | A méreg                                      |
| День настал       | Ez a kéz utolér                     | Крах грядет                 | A téboly (P)                                 |
| Под балконом      | Erkély duett                        | Как мне сказать?            | Hogy mondjam el?                             |
| Дай нам шанс      | Minden szerelem vak (A szerelem)    | Дуэль (Смерть Париса))      | Párisz halála (A párbaj [ismétlés]) (R et P) |
| Ха-ха-ха          | Hahaha (Van szép és csúnya)         | Зачем? (финал)              | Úgy fáj (Miért fáj? [ismétlés])              |
| Больше не дитя    | Szeme tűzben ég                     | Смерть Джульетты (Без тебя) | Júlia halála                                 |
| Невозможно        | Lehetetlen (T, LM et LC)            | В чём смысл веры?           | Mit ér a hit?                                |
| Конец всему       | Gyűlölet                            | Грешники                    | Bűnösők                                      |
| Сердце            | Szívből szeretni                    | --                          | --                                           |